# معالجة الصور الرقمية

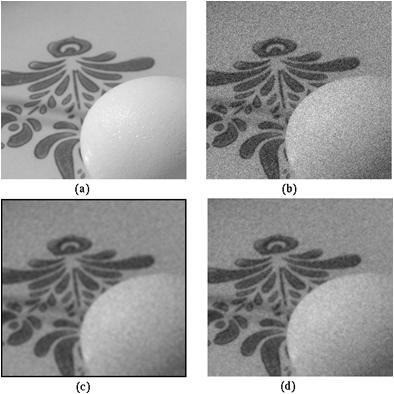

معالجة الصور (بالإنجليزية: Image Processing) هي أحد فروع علم الحاسوب (المعلوماتية)، تهتم بإجراء عمليات على الصور بهدف تحسينها طبقاً لمعايير محددة أو استخلاص بعض المعلومات منها.
نظام معالجة الصور التقليدي يتألف من ستة مراحل متتالية وهي على الترتيب
1. استحصال الصورة (image acquisition) بواسطة حساس ضوئي (على سبيل المثال آلة تصوير، حساس ليز وغير ذلك)
2. المعالجة المبدئية (pre-processing) كتصفية الصورة من التشويش أو تحويلها إلى صورة ثنائية
3. تقسيم الصور (segmentation) لفصل المعلومات المهمة (على سبيل المثال أي جسم في الصورة) عن الخلفية
4. استخلاص السمات (features extraction) أو الصفات
5. تصنيف المميزات (classification) وربطها بالنمط الذي تعود اليه والتعرف على الأنماط
6. فهم الصورة (image understanding)

و تستخدم نظم معالجة الصورة في الكثير من التطبيقات ولاسيما تطبيقات التحكم الآلي، الإنسان الآلي، الرؤية الحاسوبية والخ

## الصّورة الرّقمية
هي تمثيل للصّور الثنائية الأبعاد على الحاسوب بواسطة الصفر والواحد (01).
و تتكون كل صورة رقمية على الكمبيوتر من البيكسل وهو أصغر وحدة في الصورة.
و كل صورة هي مصفوفة تحتوى على صفوف وأعمدة من البيكسلات وكلما زادت عدد البيكسلات كلما كانت الصورة أوضح
و تنقسم الصور الرقمية إلى:
1- صورة ثنائية Binary Image :- وهي الصورة التي تحتوى على اللونين الأبيض والأسود فقط وتحمل كل بيكسل بها إما الصفر أو الواحد.
2- صورة متدرجة الرمادي Grayscale Image : وهي الصورة التي تحتوى الأبيض والأسود مع تدرجات الرمادي وتمثل شدتها بأرقام من 0 إلى 255 حيث يمثل الواحد اللون الأبيض والشدة عندما تكون 255 فإن اللون لهذه البيكسل يكون أسود وعند تمثيل هذه الصورة على الكمبيوتر تمثل عن طريق أعمدة متساوية وصفوف متساوية من البيكسلات كل بيكسل بها 8 بيت تحدد الشدة من 0 إلى 255.
3- الصور الملونة Color Image : هي الصور الرقمية التي تدعم الألوان عن طريق تخصيص ثلاثة خانات بكل بيكسل لتحديد شدة الثلاثة ألوان الأساسية (الأحمر والأخضر والأزرق) وكل خانة تحتوى 8 بيت للكتابة عليها مثلا شدة الأخضر قد تكون 00100000 أي أن هناك 24 بيت بكل بيكسل، ولكن بعض الصور قد تكون بها 8 بيت فقط وتحتوى على 256 لون فقط.
4- يوجد طرق أخرى لتمثيل الصور مثل أن تُمَثَّلَ الصورة كدالة (f(x, y وطرق أخرى....
وتعرض الصور الرقمية عن طريق الملفات GIF,Bmp,JPEG,PNG,RAW وغيرها للمراجعة

## معالجة الصورة
يمكن للبعض أن يتصور أن المعالجة الرقمية للصور تعني فقط عمليات تزيّن الصور وإدخال بعض الزخارف والرسوم عليها أو حذفها لتظهر بعد ذلك في مظهر آخر يختلف عن الأصل. إلا أن المعالجة الرقمية للصور تتعدى ذلك بل إنها في الحقيقة تكاد لا تهتم بهذا الجانب من معالجة الصور أصلا. حيث أنه يتم هنا التركيز على التشفير الرقمي المناسب للصور وإيجاد طرائق لمعالجة هذه البيانات الرقمية حتى تكون هذه الصور أو المعلومات التي تحملها الصور قابلة للاستعمال من قبل الآلة التي يمكن أن تكون جهاز حاسوب أو رجل آلي أو غيره من الماكنات. تكتسي المعالجة الرقمية للصور أهمية كبيرة في ميدان ادراك الصور أي عندما نحاول مثلا أن نجعل الحاسوب أو الرجل الآلي يفهم الصورة أو معناها كما أنها أيضا مهمة جدا في ميدان التعرف على الأنماط أو الأشكال. فيمكن مثلا أن تصور إنسان آلي يتعرف على شكل الإنسان (مثلا الإنسان يساوي مستطيل كبير يتفرع منه أربع مستطيلات صغيرة ودائرة) ويقوم بتحيته في حين أنه لا يحيي القطة المنزلية مثلا. كما أن للتعرف على الأنماط أهمية كبيرة في المعالجة الآلية للصور التي تلتقطها المكوكات لسطح الأرض وهذا استعمال عسكري مثلا. كما أنها مهمة أيضا في الملاحة اعتمادة على خرائط أو صور من الأرض.

## طرق معالجة الصورة
المعالجة الخطية للملف: حيث تعامل الصورة كإشارة ويتم تطبيق طرائق المعالجة الرقمية للإشارة عليها. انظر ترشيح (رسوميات حاسوب).
المورفولوجيا

## تطبيقات معالجة الصورة
التعرف على أنماط أو أجسام ضمن الملف: مثلاً تعرف أماكن وجود الوجوه البشرية (إن وجدت) في صورة ما أو تحسس * وجود أورام في صورة شعاعية
- مطابقة عدة صور ملتقطة لمكان ما بهدف تكون صورة واحدة كبيرة لهذا المكان (بانوراما)
- معالجة الصور لديها مجموعة هائلة من التطبيقات. تقريبا كل مجال من مجالات العلم والتكنولوجيا يمكنها الاستفادة من أساليب معالجة الصور. وكانت الحاجة إلى استخراج المعلومات من الصور وتفسير محتوياتها واحدة من العوامل الدافعة في تطوير معالجة الصور خلال العقود الماضية. وتغطي تطبيقات معالجة الصور مجموعة واسعة من الأنشطة البشرية، مثل ما يلي: • التطبيقات الطبية Medical Applications • تطبيقات علم الفلك Astronomy applications • تطبيقات علم الأحياء Biology applications • تطبيقات الأرصاد الجوية Meteorology applications • التطبيقات الزراعية Agriculture applications • تطبيقات الترفيه Entertainment applications • تطبيقات التفتيش الصناعي Industrial inspection Applications • تطبيقات إنفاذ القانون والأمن Law enforcement and security applications * التطبيقات العسكرية: Military Applications * مستهلكى الكترونيات Consumer Electronics * وغيرها

## التصوير الدقيق لجوهر المادة
التصوير الدقيق لجوهر المادة (Texture Fetch) (التجسيم الداخلي)
هي تقنيـة تنجز من خلال معالجـات رســوم مســاعدة ومتطورة جـدا يمكنها القيـام بقراءة معلومات لتصوير قمم أو ذرى الأشـكال من خلال اسـتقراء معلومات جوهرهـا. وهي تقنية على درجة عالية من الحداثة مفيـدة جدا في العالم التطبيقي المتعلق بالصور والتمثيل الواقعي (التحاكي)، وتعتبر فعالة جدا لتمثيــل مناظر محددة مثل أسـطح البحـار بشكل يكاد يطابق الواقع. وتســتند في مبدئها إلى القيام بكتابة برامج محـددة يتم التعاطي معها من خلال تلك المعالجـات لإخضــاع الخرائط أو الصور العاديـة لحسـابات دقيقـة ومعقـدة ناتجـة عن حسـابات تتعلق بالإضـاءة لتصويرهـا بشـكل يكاد يكون
أشـبه بالواقع.
فالصورة وفق هذا النمط المتقدم من التصوير تكون على درجة لاتصدق من الواقعية. فتصوير سطح الماء - على سبيل المثال - يتم بذلك بإثارة سـطح الجسم المراد اخضاعه لهذه التقنية التصويرية بموجات ذات سـعة عالية وتردد منخفض لمعاكسـة ماينتجه الرسم أو التصوير العادي من موجات عالية.. الأمر الذي يساعد على الاستفادة من هذا التباين لصالح محاكاة الواقع وفق أرقى المستويات.

## مواضيع متعلقة
- تحويل فوريي
- دالة التوزيع النقطي
- مصفات رقمية
- صور عالية المدى الديناميكي
- ترشيح (رسوميات حاسوب)
- خوارزمية دريش لكشف الحواف
- معالجة الصور (تقنيات التصوير)